# Stigmella ulmivora
Stigmella ulmivora là một loài bướm đêm thuộc họ Nepticulidae. Nó được tìm thấy ở khắp châu Âu, ngoại trừ Balkan Peninsula.
Sải cánh dài 4–5 mm. Adults are usually on wing in tháng 5 làm một đợt, but there might be a second generation tùy theo địa điểm.
Ấu trùng ăn Ulmus glabra, Ulmus laevis, Ulmus minor và Ulmus pumila. Chúng ăn lá nơi chúng làm tổ. 